# Tyrconnell (Whiskey)
Tyrconnell ist eine seit 1876 bestehende irische Whiskey-Marke, die 1988 von der Firma Cooley Distillery aus dem Dundalker Ortsteil Riverstown übernommen wurde. Ihren Namen verdankt sie einem erfolgreichen Rennpferd namens Tyrconnell.

## Geschichte
Die Familie Watt zog 1762 nach Londonderry in Nordirland. Dort kaufte Andrew A. Watt 1839 die Waterside Distillery, wo bald mit dem Coffey-Still-Verfahren abgefüllt wurde. Im Jahr 1876 gewann entgegen allen Erwartungen eines von Watts Pferden namens Tyrconnell ein Pferderennen. So erhielt der Whiskey sein Label. Vor der amerikanischen Prohibition war dieser Whiskey der beliebteste in den USA.  Aus Konkurrenzgründen musste das Unternehmen 1925 geschlossen werden. Tyrconnell wurde wiedereröffnet, als Cooley 1988 die Brennerei aufkaufte. Tyrconnell erhielt mehrere Preise, darunter von der International Wine and Spirit Competition (IWSC) eine Goldmedaille (2004) und zwei Silbermedaillen (2005, 2006).

## Sorten
Heute werden die Tyrconnell-Whiskeys im Pot-Still-Verfahren destilliert. Cooley experimentierte ein wenig und kreierte neben der Reifung in den üblichen Bourbonfässern verschiedene Finish-Whiskeys, die vor dem Abfüllen noch einmal in andere Fässer gefüllt werden.
- Tyrconnell Single Malt
- Tyrconnell Single Malt (10 Jahre) Madeira Finish
- Tyrconnell Single Malt (10 Jahre) Port Finish
- Tyrconnell Single Malt (10 Jahre) Sherry Finish
- Tyrconnell Single Cask (15 Jahre)
- Tyrconnell Single Malt (16 Jahre)